# Універсал національної єдності
Універса́л націона́льної є́дності — політичний документ, підписаний 3 серпня 2006 року в ході другого засідання Загальнонаціонального круглого столу (запропонований Президентом України для подолання політичних розбіжностей між партіями Верховної Ради).

## Історія
Створення універсалу ініційовано під час першого засідання Загальнонаціонального круглого столу, яке відбулось 27 липня 2006.

## Зміст
Зокрема, в Універсалі декларується:
- Забезпечення енергетичної безпеки України, підвищення ефективності використання природних ресурсів, енергоносіїв, впровадження енергозбережних технологій;
- Продовження курсу євроінтеграції України з перспективою вступу в ЄС, невідкладний початок переговорів про створення зони вільної торгівлі з ЄС;
- Взаємовигідне співробітництво з НАТО відповідно до Закону «Про Основу національної безпеки України»;
- Рішення питання про вступ у НАТО за результатами всеукраїнського референдуму.

Універсал підписано усіма політичними силами Верховної Ради, крім БЮТ, а КПУ — із застереженнями. Передбачалось, що текст Універсалу ляже в основу програми дій коаліційного уряду.

## Автори

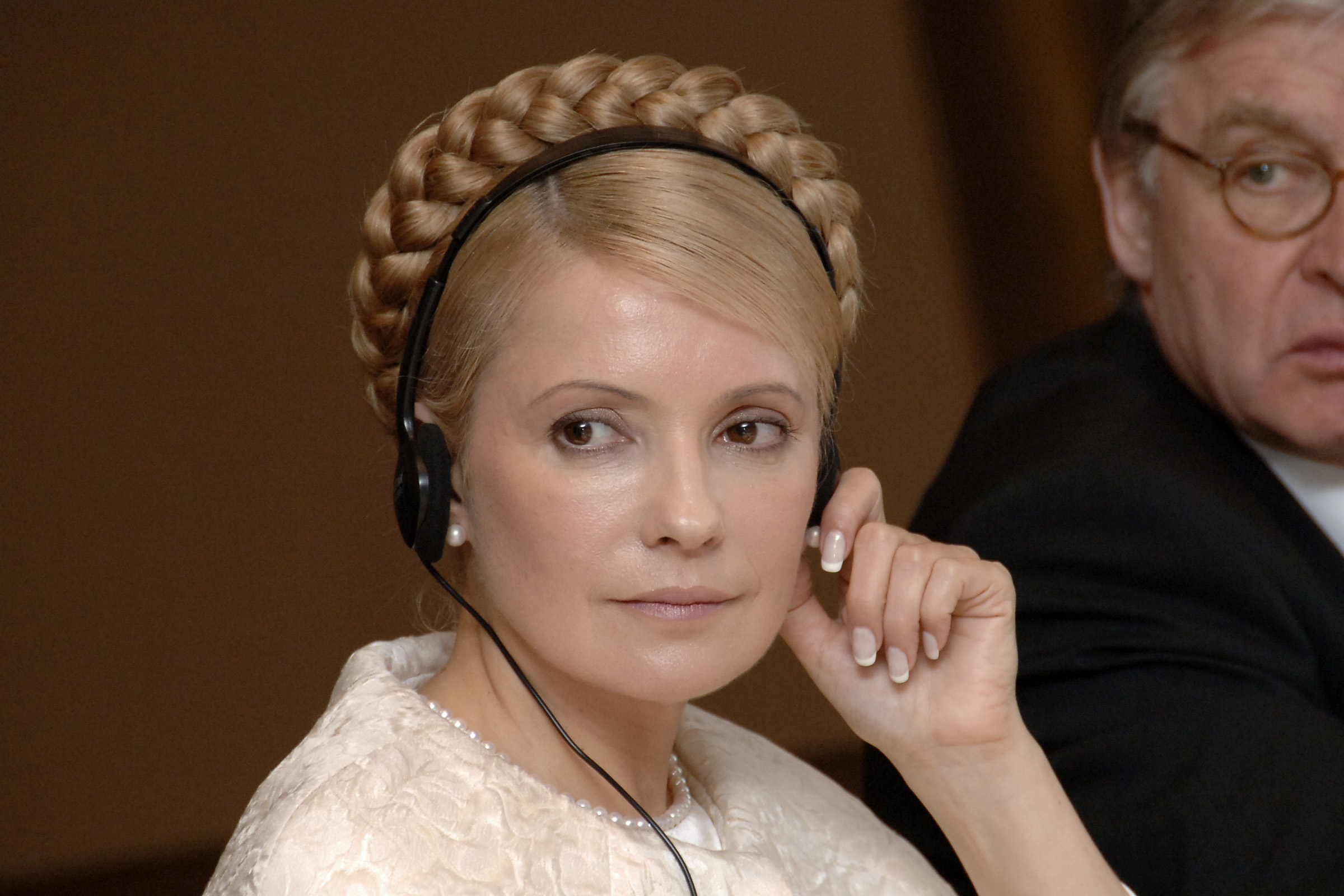
Лідер фракції БЮТ Юлія Тимошенко Універсал не підписала.

Робоча група з підготовки Універсалу:
- Микола Азаров — Партія регіонів
- Олена Лукаш — Партія регіонів
- Петро Порошенко — Блок «Наша Україна» (2006)
- Роман Зварич — Блок «Наша Україна» (2006)
- Ярослав Мендусь — Соціалістична партія України
- Василь Цушко — Соціалістична партія України
- Леонід Грач — Комуністична партія України
- Іван Васюник — перший заступник голови Секретаріату
- Микола Полуденний — радник президента
- Ігор Коліушко — радник президента
- Жанна Докторова — керівник Головною державно-правової служби

## Перебіг подій
Робота над узгодженням тексту Універсалу велася з 27 липня по 3 серпня 2006. Робоча група від Партії регіонів пропонувала свій варіант документа — Пакт національної єдності, який відрізняється від президентського Універсалу позицією по НАТО, мовним питанням, відносин із Росією і ЄЕП.